# Dounia Zolati el Mrini
Dounia Zolati el Mrini   (Almeria, 2 de febrer de 1995) és una cantant catalana d'ascendència marroquina criada al País Basc. És coneguda per haver participat en diversos programes musicals espanyols. En paral·lel, exerceix professionalment com a infermera.

## Trajectòria
De família marroquina, va néixer a Almeria i va viure des dels 2 anys a Navarra, concretament a Pamplona. Des de petita té una devoció per la música. Amb 19 anys es va mudar a Catalunya, es va instal·lar als Hostalets de Balenyà i es va titular en Infermeria per la Universitat de Vic. Una vegada establerta al país, va passar a formar part del grup de versions Akelarre.
Ha participat en nombrosos programes musicals. El 2012, va concursar en el programa Kantuan d'ETB 1. El 2014, va resultar finalista en la competició Kantugiro, de la mateixa cadena. El 2020, va ser una de les 45 seleccionades en #CoversFlaixbac, el concurs de versions musicals de Ràdio Flaixbac conduït a través d'Instagram. El 2022, va prendre part en la primera edició del certamen musical UVicSona de la Universitat de Vic, en el qual va arribar a la final, i el 2023 en el Coolnit, el festival de talent jove de Cunit. Finalment, el 2024 va entrar a la tercera edició del programa de televisió Eufòria, després d'haver estat prop de formar part de la segona temporada. Va deixar els estudis en curs de Medicina i la seva feina com a infermera per a dedicar-se de ple al concurs, però en va ser expulsada en la segona gala.
Fora de l'àmbit competitiu, el 2023 va col·laborar amb Itaca Band en el senzill «A l'alba» com a vocalista, i va fer actuacions especials com a part de la Gira RAC 105 en municipis com ara Montcada i Reixac, Encamp (Andorra), Santa Cristina d'Aro i Roses. A més a més, en el marc de la campanya política per a les eleccions generals espanyoles del juny, va actuar a Taradell en l'acte de presentació local de la candidatura de Junts per Catalunya. El setembre del mateix any, en resposta al terratrèmol de Marràqueix-Safi, va participar en una iniciativa voluntària per a recollir material a Osona per als damnificats.

## Vida personal
És musulmana. És amant d'un gran ventall de gèneres musicals. L'apassiona l'esport, sobretot la boxa.